# Godfried Schalcken

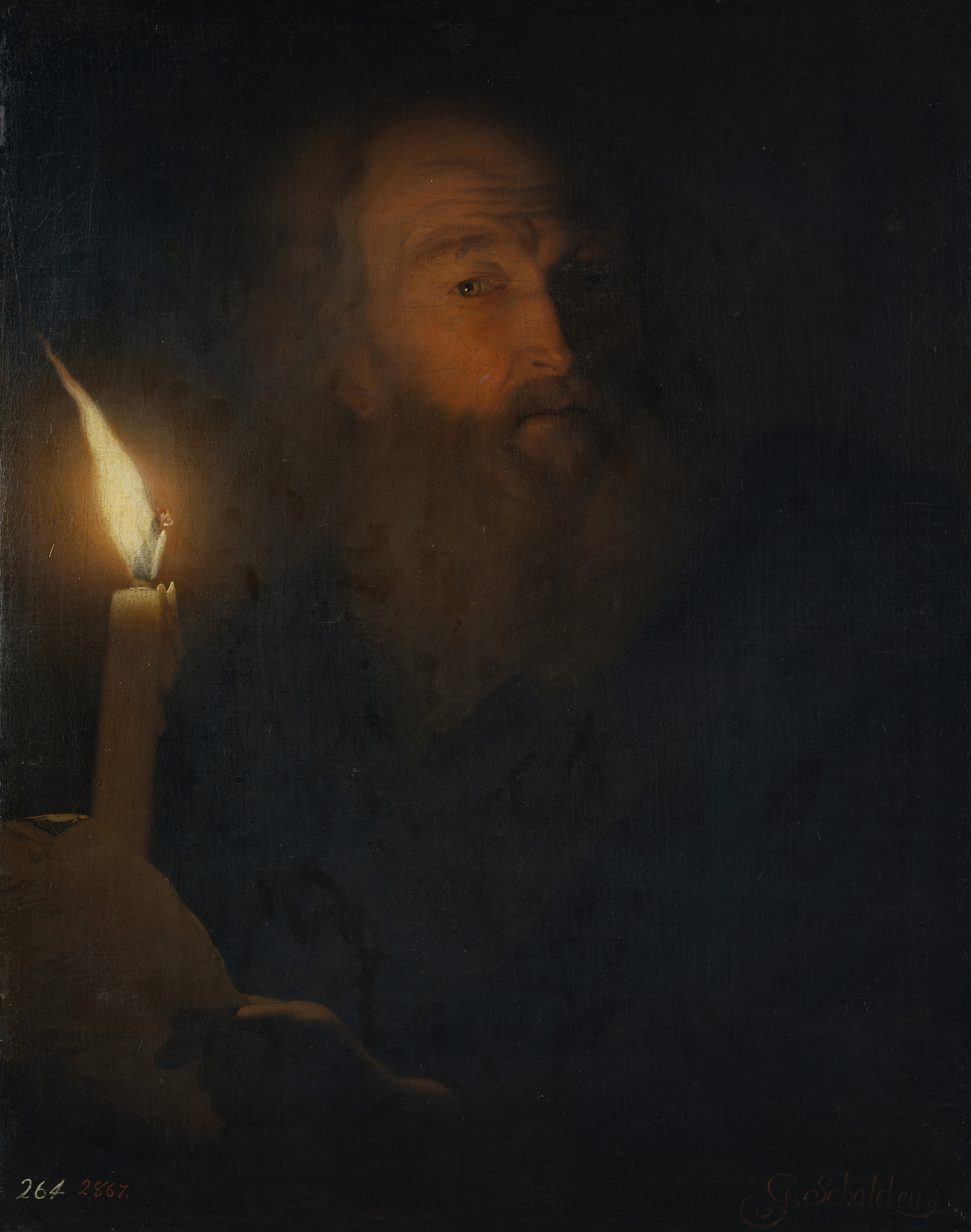
Anciano leyendo a la luz de una vela, óleo sobre lienzo, 58 x 47 cm, Madrid, Museo del Prado.

Godfried Schalcken (Made, Brabante Septentrional, 1643–La Haya, 1706) fue un pintor holandés conocido por el frecuente uso en su pintura de la iluminación artificial, interesado en la captación de los efectos de luz sobre la materia.
Formado inicialmente en Dordrecht con Samuel van Hoogstraten, con quien permaneció entre 1656 y 1662, completó su aprendizaje en Leiden donde, en contacto con Gerard Dou, se inició en la pintura de género con escenas compuestas por una sola figura o un número reducido de ellas iluminadas a la luz de una vela o de un candil. De retorno a Dordrecht, donde se le documenta en 1675, recibió numerosos encargos de retratos y llegó a ser el más importante pintor de la ciudad. En 1691 se inscribió en el gremio de pintores de La Haya. De 1692 a 1697 residió en Londres, donde retrató al rey Guillermo III, príncipe de Orange con una vela en la mano. El retrato, ahora conservado en el Rijksmuseum de Ámsterdam, muestra uno de esos juegos de luz característicos del pintor con probable significado emblemático pues, conforme al tópico latino dum luceam peream, el monarca como la vela sirve conforme se consume y lo mismo que le hace brillar le hace perecer. Notables semejanzas tanto en la llama que consume la vela como en su reflejo en la pupila del retratado se pueden advertir por otro lado con el Anciano leyendo a la luz de una vela del Museo del Prado, de pincelada más ligera.
Al no alcanzar en Londres el éxito esperado retornó a La Haya, de la que ya solo se ausentó temporalmente en 1703, para viajar a Düsseldorf al servicio del príncipe elector del Palatinado Juan Guillermo II.